# Dryobalanops
Dryobalanops é um género botânico pertencente à família Dipterocarpaceae.